# Pakners
Pakners è un film del 2003 diretto da Tony Y. Reyes.
È l'ultimo film di Fernando Poe Jr. che, con alle spalle oltre quarant'anni di carriera cinematografica, entrò poco dopo nel mondo della politica per partecipare alle elezioni presidenziali del 2004. La pellicola, parzialmente ambientata nel mondo dei giocatori di biliardo, vede come protagonista oltre a Poe il giocatore Efren Reyes.

## Produzione
Il film, diretto da Tony Y. Reyes, fu prodotto da Fernando Poe Jr. per la FPJ Productions.
Nel lungometraggio compaiono, non accreditati, anche Joey de Leon (il ladro del porto che ruba il portafogli di Manuel), Ai-Ai delas Alas (Maui) e Rudy Fernandez (il poliziotto).

## Distribuzione
Pakners è stato distribuito nel circuito cinematografico filippino il 28 maggio 2003.